# Nizar Kabbani
Nizar Taufik Kabbani (arab. نزار توفيق قباني,  Nizār Tawfīq Qabbānī; ur. 21 marca 1923 w Damaszku, zm. 30 kwietnia 1998 roku w Londynie) – syryjski dyplomata, poeta i publicysta. Jego poetycki styl łączy w sobie prostotę i elegancję w zgłębianiu tematów miłości, erotyzmu, feminizmu, religii oraz arabskiego nacjonalizmu. Kabbani jest jednym z najbardziej cenionych poetów współczesnych w świecie arabskim.

## Życiorys
Nizar Kabbani urodził się w stolicy Syrii, Damaszku, jako członek należącej do średniej klasy rodziny kupieckiej. W latach 1930–1941 uczył się w szkole państwowej w Damaszku. Później studiował prawo na Uniwersytecie Syryjskim, uzyskując w 1945 roku tytuł naukowy. Uczęszczając do liceum napisał swój pierwszy zbiór poetycki zatytułowany Kalat li as-samra. Był to zbiór romantycznych utworów, zawierających treści dotyczące kobiecego ciała, bardzo awangardowe dla konserwatywnego społeczeństwa Damaszku. Aby uczynić swoje wiersze bardziej akceptowalnymi, Kabbani zaniósł je do Munira al-Adżlaniego, ministra edukacji, który był również przyjacielem jego ojca i jednym z najważniejszych przywódców nacjonalistycznych w Syrii. Al-Adżlani lubił poezję i wyraził swoje poparcie dla wierszy Kabbaniego przez napisanie przedmowy do jego pierwszego tomiku.
Po ukończeniu studiów prawniczych pracował dla Syryjskiego Ministerstwa Spraw Zagranicznych jako konsul i attaché kulturalny w kilkunastu stolicach, włączając w to Bejrut, Kair, Stambuł, Madryt oraz Londyn. W 1959 roku, kiedy powstała Zjednoczona Republika Arabska, Kabbani został wybrany na zastępcę sekretarza ZRA w chińskiej ambasadzie. Pisał intensywnie przez te lata i jego wiersze z Chin zaliczają się do jednych z najlepszych. Kontynuował pracę w dyplomacji, dopóki nie złożył rezygnacji w 1966 roku. Założył w tym czasie dom wydawniczy w Bejrucie, który nosił jego imię.

## Twórczość
Kiedy Kabbani miał 15 lat, jego siostra, która miała w tym czasie 25 lat, popełniła samobójstwo, ponieważ nie mogła wyjść za człowieka, którego kochała. W czasie jej pogrzebu Kabbani postanowił, że będzie walczył z postawami społecznymi, które uważał za przyczynę jej śmierci. Gdy zapytano go, czy ma poglądy rewolucyjne, poeta odpowiedział: Miłość w świecie arabskim jest jak więzień, a ja chcę ją uwolnić. Chcę uwolnić arabską duszę, umysł i ciało w mojej poezji. Relacje pomiędzy kobietami a mężczyznami w naszym społeczeństwie nie są zdrowe. Jest on znany jako jeden z najbardziej feministycznych i postępowych intelektualistów arabskich.
W swojej twórczości czerpał inspirację z obserwacji Damaszku.
Porażka arabska z roku 1967 (wojna sześciodniowa) wpłynęła na zmianę poezji Kabbaniego – tematykę miłosną i erotyczną zastąpiła tematyka polityczna.
Przez ponad pól wieku Kabbani wydał 34 zbiory poezji:

- Tufulat nahd (1948)
- Samba (1949)
- Anti li (1950)
- Kasa’id (1956)
- Habibati (1961)
- Ar-Rams bi-al-kalimat (1966)
- Jaumijjat imra’a la-mubalija (1968)
- Kasa’id mutawahhisza (1970)
- Kitab al-hubb (1970)
- Mi’at risalat hubb (1970)
- Aszar charidża ala al-kanun (1972)
- Uhibbuki, uhibbuki, wa-al-bakijja tati (1978)
- Ila Bajrut al-unsa, ma’a hubbi (1978)
- Kull am wa-anti habibati (1978)
- Aszhadu an la imra’a illa anti (1979)
- Hakaza aktubu tarih an-nisa (1981)
- Kamus al-aszikin (1981)
- Kasidat Balkis (1982)
- Al-hubb la jakifu ala ad-dau al-ahmar (1985)
- Aszar mandżuna (1985)
- Kasa’id maghdub alajha (1986)
- Sajabka al-hubb sajjidi (1987)
- Sulasijjat atfal al-hidżara (1988)
- Al-Aurak as-sirrijja li-aszik Kurmuti (1988)
- As-Sira az-zatijja lil-sajjaf Arabi (1988)
- Tazawwadżtuki ajjatuha al-hurrijja (1989)
- Al-Kibrit fi jadi wa-duwajlatukum min warrak (1989)
- La ghalid illa al-hubb (1989)
- Hal tasma’ina sahil ahzani? (1991)
- Hawamisz ala daftar an-naksa (1991)
- Ana radżul wahid wa-anti kabila min an-nisa (1992)
- Chamsun aman fi madih an-nisa (1994)
- Tanwi’at Nizarijja ala makam al-iszk (1995)
- Abdżadijjat al-Jasamin (1998)

Nizar Kabbani stworzył również wiele dzieł pisanych prozą, m.in. Kissati ma’a asz-szir, Ma huwa asz-szir?, Wa-al-kalimat tariu al-ghadab, An asz-szir wa-al-dżins wa-as-saura, Al-Mara fi sziri wa-fi hajati.